# Авагян, Карен Карленович
Карен Карленович Авагян (арм. Կարեն Ավագյան, 6 декабря 1974, Ереван) — армянский общественный и политический деятель.
- 1999 — окончил лечебный факультет Ереванского государственного медицинского университета.
- 2001 — с отличием окончил клиническую ординатуру ЕрГМУ по специальности «Судебная медицина».
- 2002—2003 — учился в Университете Гумбольдта (Германия).
- 2004—2007 — глава студенческого совета ЕрГМУ.
- С 2003 — член Республиканской партии Армении.
- С 2005 — член Совета Республиканской партии Армении.
- 2003—2005 — ассистент кафедры судебной медицины ЕрГМУ.
- С 2005 — доцент кафедры судебной медицины ЕрГМУ.
- 2005—2007 — помощник Премьер-Министра Республики Армения.
- С 2005 — руководитель Молодёжной организации РПА.
- С 2007 — депутат Национального Собрания Республики Армения четвёртого созыва, член постоянной комиссии по социальным вопросам, здравоохранению и экологии.

## Награды
- Медаль Мхитара Гоша (28 декабря 2015 года) — за большой вклад в развитие сотрудничества между ведущими молодёжными организациями Армении и Европы[1]

## Другие данные
- Кандидат медицинских наук
- Автор научных трудов и статей
- Свободно владеет русским, немецким и английским языками
- «Когда праздничное шествие в честь дня Святых Вардананц и мучеников возглавляют люди, не служившие в армии»: статья К. Авагяна в онлайн-журнале «Национальная идея»